# Ле Пен, Марин
Мари́н Ле Пен (фр. Marine Le Pen, имя при рождении — Марион Анн Перрин Ле Пен, фр. Marion Anne Perrine Le Pen; род. 5 августа 1968, Нёйи-сюр-Сен, Франция) — французский политический деятель. Лидер политической партии «Национальное объединение» («Национальный фронт») с 16 января 2011 по 13 сентября 2021 года. Депутат Национального собрания Франции от 11-го избирательного округа департамента Па-де-Кале с 18 июня 2017 года.
Кандидат на пост президента Франции на выборах 2022 года (второе место во втором туре), выборах 2017 года (второе место во втором туре) и на выборах 2012 года (третье место в первом туре). Дочь французского политика-националиста Жана-Мари Ле Пена.

## Биография и политическая карьера
Анн Перрин Ле Пен родилась 5 августа 1968 года в пригороде Парижа — Нёйи-сюр-Сен. Имя Марин было дано ей при крещении. Она стала третьей, младшей, дочерью в семье бывшего офицера французского Иностранного легиона, политика, будущего основателя НФ Жана-Мари Ле Пена и фотомодели Пьеретт Лалан.
Училась в лицее Флорен-Шмитт в Сен-Клу. В 1984 году родители развелись. В 1986 году, в возрасте восемнадцати лет, Марин Ле Пен вступила в партию «Национальный фронт», основанную в 1972 году её отцом Жаном-Мари Ле Пеном. В 1990 году окончила Университет Пантеон-Ассас со степенью магистра права, а на следующий год получила дополнительную степень магистра уголовного права. В 1992 году она получила сертификат юриста и до 1998 года работала адвокатом в Париже.
С 2003 года занимала должность исполнительного вице-президента «Национального фронта».
С 2004 года Марин Ле Пен — депутат Европарламента, в 2009 году была переизбрана на следующий срок. С марта 2008 года она также является членом муниципального совета Энен-Бомона (Па-де-Кале) и с марта 2010 года — членом регионального совета Нор — Па-де-Кале.

### Во главе «Национального фронта»
16 января 2011 года была избрана на пост руководителя «Национального фронта», который в течение тридцати восьми лет занимал её отец.
Была выдвинута кандидатом на пост президента Франции на выборах 2012 года от «Национального фронта». В своей предвыборной программе Марин Ле Пен рассказала о том, что осуждает военную кампанию НАТО и стран ЕС в Ливии, выступает за многополярный мир, за выход Франции из НАТО, за углубление сотрудничества с Россией и против «демонизации России странами Евросоюза с подачи США».
Как показали социологические опросы, проведённые агентством «Ifop» по заказу газеты «France Soir» и Институтом Харриса по заказу газеты «Le Parisien», на президентских выборах 2012 года в первом туре за неё готовы были проголосовать от 20 до 23 % французов, что выводило её в тройку самых популярных политиков Франции. Фактически, по итогам первого тура президентских выборов 2012 года, она получила 17,9 % голосов избирателей и заняла уверенное третье место. Её результат оказался выше рекорда Жан-Мари Ле Пена, получившего в 2002 году 16,86 % голосов избирателей в первом туре.
После выборов Ле Пен заявила, что «сражение за Францию только началось», а тот факт, что за неё проголосовали 20 % избирателей, означает, что националистам удалось подорвать «монополию партии финансистов и сторонников мультикультурализма».
На первомайской демонстрации, накануне второго тура президентских выборов 2012 года во Франции, Марин Ле Пен заявила, что она не поддержит ни Николя Саркози, ни Франсуа Олланда, а опустит пустой конверт в избирательную урну.
Марин Ле Пен считает, что система объединённой Европы «создана на заведомо пагубной идеологии глобализации», что «её надо разрушить и создать свободную Европу, членами которой являются действительно суверенные государства». Она выступает за выход Франции из Европейского союза (ЕС) и проведение референдума, «чтобы французы сами могли ответить на вопрос, выходить ли из ЕС».
По итогам муниципальных выборов во Франции, прошедших 30 марта 2014 года, партия «Национальный фронт» во главе с Марин Ле Пен стала третьей политической силой в стране, набрав 7 % голосов избирателей.
25 мая 2014 года партия «Национальный фронт» под руководством Марин Ле Пен одержала победу на выборах в Европейский парламент во Франции, набрав 25,4 % голосов избирателей, обойдя «Союз за народное движение» (20,6 %) и почти вдвое опередив правящую «Социалистическую партию» (14,1 %). Это — первые в истории Франции выборы, на которых «ультраправые» заняли первое место. Успех «Национального фронта» французские журналисты назвали «политическим землетрясением». Партия получила в новом Европарламенте 24 из 74 положенных Франции мест. Сразу после появления первых данных о результатах выборов Марин Ле Пен потребовала от президента Франции Франсуа Олланда «распустить Национальное собрание (парламент) и отправить в отставку кабинет министров».
30 июня 2024 года партия «Национальное объединение» Марин Ле Пен выиграла первый тур выборов в парламент Франции. Партия набрала в первом туре парламентских выборов 33,4 % голосов. В парламент от «Национального объединения», по предварительным подсчетам, прошли 39 депутатов, в том числе сама Марин Ле Пен. После этого в ночь на 1 июля 2024 года в Париже и других городах прошли протесты. На площади Республики в протестах приняли участие около 8 тысяч человек. Полиция применила слезоточивый газ, но серьёзных стычек не произошло, и протестующие покинули площадь.

### Выборы 2017 года и дальнейшие события
4 февраля 2017 года Марин Ле Пен официально вступила в президентскую предвыборную кампанию. Согласно публиковавшимся данным опросов, Ле Пен побеждала в первом туре голосования, но не набирала абсолютного большинства голосов и во втором уступала более умеренному кандидату. В ходе предвыборной кампании посетила Россию, где 23 марта 2017 года имела встречу с Президентом Владимиром Путиным.
Заняла второе место в первом туре выборов (21,43 % голосов), которые состоялись 23 апреля. 25 апреля Ле Пен заявила о выходе из партии «Национальный фронт». Во втором туре выборов, состоявшемся 7 мая, уступила Эмманюэлю Макрону, набрав 33,9 % голосов избирателей. После окончания выборов Марин Ле Пен вернулась к руководству «Национальным фронтом».
18 июня 2017 года во втором туре парламентских выборов победила в 11-м округе департамента Па-де-Кале с результатом 58,6 % представительницу партии Макрона «Вперёд, Республика!» Анн Роке.
После избрания в Национальное собрание Франции досрочно отказалась от мандата евродепутата.
22 ноября 2017 года объявила о намерении подать судебный иск против банка HSBC, который потребовал от Ле Пен закрыть её личный счёт в этом финансовом институте.
В январе 2020 года Ле Пен заявила, что будет участвовать в следующих президентских выборах. По их итогу уступила во втором туре Эммануэлю Макрону (58,5 против 41,5 %, рост на 8 % по сравнению с 2017 годом). Согласно прежним заявлениям политика, эта президентская кампания была для неё последней.

### Уголовное дело
В декабре 2016 года прокуратура Парижа начала расследование, получив информацию о том, что нанятые помощники Марин Ле Пен как депутата Европарламента на самом деле были задействованы на национальном уровне. Следователи обнаружили, что Катрин Гризе, будучи помощницей Ле Пен в Европарламенте с 2010 года, одновременно работала в штаб-квартире её партии в Нантере (пригород Парижа), а предыдущий помощник Марин Ле Пен Тьерри Лежье, по версии следователей, на самом деле был телохранителем ее отца Жан-Мари Ле Пена. В итоге Марин Ле Пен и её партию обвинили в том, что они «согласованным и преднамеренным образом» создали «схему хищения» €21 тыс. в месяц, выделяемых ЕС каждому депутату для оплаты работы их помощников. 30 сентября 2024 года в Париже начался суд над Марин Ле Пен и ее соратниками (всего по делу проходят 27 человек, включая бывших руководителей партии).
31 марта 2025 года суд Парижа (Le Tribunal de Paris) признал Марин Ле Пен и еще восемь депутатов Европарламента виновными в нецелевом расходовании средств. Было признано, что на протяжении более чем 11 лет подсудимые нецелевым образом потратили 4,1 млн евро на зарплаты фиктивно трудоустроенных помощников, которые в действительности работали не в интересах Европарламента, а в интересах партии Ле Пен. Марин Ле Пен была приговорена к четырем годам лишения свободы, при этом два из них — условно, а на протяжении еще двух она должна носить электронный браслет. Также ей был назначен штраф в 100 тысяч евро, и ей было запрещено выдвигать свою кандидатуру на выборах в течение пяти лет.
Реакция
Главный редактор итальянской газеты Il Tempo, бывший сенатор Томмазо Черно высказал мнение, что на аналогичных основаниях можно было бы осудить 3/4 европарламентариев.
Влиятельный британский еженедельник The Economist отмечает, что судебный запрет на участие в выборах, хотя и верен юридически, по сути вступает в противоречие с основами демократии. Издание призывает смягчить запрет таким образом, чтобы позволить Ле Пен участвовать в президентских выборах 2027 года.

## Отношение к России
Марин Ле Пен является одной из наиболее известных сторонниц укрепления международных отношений России и Франции.
Во время своего визита в Москву в июне 2013 года поддержала законы, принятые Государственной думой, о запрете гомосексуальной пропаганды в России среди несовершеннолетних и запрете усыновления детей однополыми парами, а также закон об «иностранных агентах». Заявила также о необходимости стратегического партнёрства с Россией: 

«Российская модель — альтернатива американской в экономическом плане. Вместе мы могли бы лучше защищать наши стратегические интересы и бороться против мировой финансовой системы, которая основывается на непомерных привилегиях доллара».
Партия под руководством Марин Ле Пен является единственной во Франции, поддержавшей точку зрения России против любого вмешательства в сирийский конфликт: 

«Я рада, что Путин показывает пример твёрдости и следования международному праву. Иначе мы можем вновь совершить ту же ошибку, что в Ливии. Поставки оружия фундаменталистам могут представлять в дальнейшем большую опасность для всего мира».
17 марта 2014 года признала законными результаты общекрымского референдума о статусе Крыма, состоявшегося 16 марта 2014 года, заявив: 

«На мой взгляд, результаты референдума не вызывают никаких споров. Это было ожидаемо. И народ (Крыма), живший в страхе, бросился в объятья той страны, откуда появился, поскольку вы знаете, что Крым является частью Украины только в течение 60 лет».
12 апреля 2014 года в ходе встречи в Москве с председателем Государственной думы Федерального собрания Российской Федерации Сергеем Нарышкиным во время своего второго визита в российскую столицу в качестве лидера партии «Национальный фронт» осудила жёсткую позицию западных стран в отношении России в связи с ситуацией на Украине и политику санкций против России, введённых, в частности, Парламентской ассамблеей Совета Европы (ПАСЕ). Она назвала лишение России права голоса в ПАСЕ «контрпродуктивной и ненужной мерой».
Ранее Ле Пен неоднократно говорила о нежелании французов видеть Украину в составе ЕС. Она ясно дала понять, что вина за происходящее на Украине лежит на Евросоюзе: 

«Вина лежит на всех, если я могу так выразиться. Прежде всего, потому, что Евросоюз подлил масла в огонь, приняв участие в том, что восстание превратилось в революцию. Потому, что они заставили часть украинцев поверить в то, что Украина может войти в Евросоюз, что абсолютно неверно… Нужно совершенно точно сказать: европейцы не хотят видеть Украину в Евросоюзе. Кстати, они также не хотят ни Албании, ни Македонии, ни Турции».

Поддерживает предложения России по федерализации Украины, указывая на необходимость присутствия на переговорах «исторически значимых в этом регионе» заинтересованных сторон.
По вопросу российско-французских отношений Ле Пен, в частности, отмечает: 

«Есть впечатление, что к России во Франции относятся хуже, чем во времена СССР. Мне кажется, что хлопать дверьми перед носом России — это не выход для того, чтобы вести переговоры с этой великой нацией, великой экономической державой. Это надо учитывать. И у Франции в этом плане есть стратегические интересы, нужно усиливать наши контакты и в энергетической сфере. И у нас одна цивилизация, я не вижу, почему мы не могли бы доверять друг другу».
В 2022 году осудила вторжение России на Украину, но призвала занять сбалансированную позицию по Украине и формировать санкции так, чтобы они позволили достичь мира, а не разрушать французскую экономику. Также она отметила необходимость сохранения союза с Россией в сфере безопасности, считая сближение России и Китая опасным для Франции.

## Кредитование предвыборной кампании российскими банками
23 ноября 2014 года AFP сообщило о получении партией Ле Пен кредита в Первом Чешско-Российском банке в размере €9 млн, заключение соглашения с российским банком собеседник агентства объяснил нежеланием французских финансистов работать с Национальным фронтом. «Первый чешско-российский банк» в прошлом через компанию «Стройтрансгаз» сначала контролировался семьями Виктора Черномырдина и Рема Вяхирева, а сейчас принадлежит структурам миллиардера Геннадия Тимченко который в марте 2014 года по этой причине попал в санкционный список из-за действий РФ в Крыму и на Украине). После лишения банка лицензии долг Ле Пен перешёл к российскому военному подрядчику «Авиазапчасть», с которым в 2020 году было заключено мировое соглашение о возврате долга.
В марте 2017 г. в интервью шведскому изданию Svenska Dagbladet Ле Пен опровергла обвинения в финансировании её партии Россией. В мае 2017 года обнаружилось, что российские банки продолжили финансировать Национальный фронт и, в том числе, финансировали избирательную кампанию Ле Пен на выборах президента Франции в 2017 году. Финансирование осуществлялось в обмен на поддержку Ле Пен российской позиции по «украинскому вопросу», причём с российской стороны сделки курировал Спецпредставитель президента Путина по взаимодействию с организациями соотечественников за рубежом Александр Бабаков. В 2019 году Ле Пен заявила, что кредиты, полученные от российского банка никак не влияют на её патриотическую позицию: по её словам она «против того, чтобы Европа попала „под лапу“ Путина»

## Обвинения в расизме
В 2010 году на митинге в Лионе Марин Ле Пен сделала следующее заявление: «Мне очень жаль, но я напомню тем, кто любит распинаться о Второй мировой войне: если уж говорить об оккупации, можно было бы сравнить это с нынешней ситуацией, потому что всё это — тоже оккупация территории». Таким образом, она сравнила германских часовых с иммигрантами-мусульманами. Политика пыталось засудить Движение против расизма и за дружбу между народами, а также Союз против исламофобии во Франции. Однако политик неоднократно отказывалась явиться к судебному следователю для предъявления ей обвинений, ссылаясь на депутатский иммунитет в Европарламенте.
В июне 2013 года комиссия Европарламента по юридическим вопросам по запросу министра юстиции Франции К. Тобира́ большинством голосов высказалась за лишение Марин Ле Пен судебного иммунитета как члена этого органа из-за «призыва к расовой ненависти». В июле Европарламент снял неприкосновенность с правого политика.
Сама Ле Пен заявила в интервью телеканалу Europe 1, что считает возмутительным преследование за политические взгляды в стране, где провозглашена свобода слова. Для Марин Ле Пен это первый суд по обвинению в разжигании расовой или религиозной ненависти. Её отца, основателя Нацфронта Жан-Мари Ле Пена, неоднократно судили по данной статье.
В декабре 2015 года обвинения «в подстрекательстве к дискриминации, насилию и ненависти к группе людей на основе их религиозных верований», выдвинутые в июле 2014 года на основе заявления 2010 года, были с неё сняты.

## Личная жизнь
Марин Ле Пен дважды разведена. От первого брака с бизнесменом Франком Шоффруа, членом НФ, у неё трое детей: Жанна (род. 1998) и близнецы Луи и Матильда (род. 1999). После развода с Шоффруа в 2002 году вышла замуж во второй раз, за Эрика Иорио — советника НФ в регионе Па-де-Кале, но вскоре развелась опять. В 2011 году пресса упоминала, что Марин Ле Пен живёт в фактическом браке с «компаньоном» — вице-президентом «Национального фронта» Луи Алио.

## Сочинения
- Во имя Франции = Pour que vive la France. — М. : Кучково поле, 2016. ISBN 978-5-9950-0508-7
- Сквозь враждебные волны = À contre-flots. — М. : Кучково поле, 2016. — 317, [2] с. ISBN 978-5-9950-0496-7
- Равняться на Путина! — М. : Алгоритм, 2015. — 206, [1] с. — (Политический инсайд) — ISBN 978-5-906789-04-4